# يو إس إس ميدواي

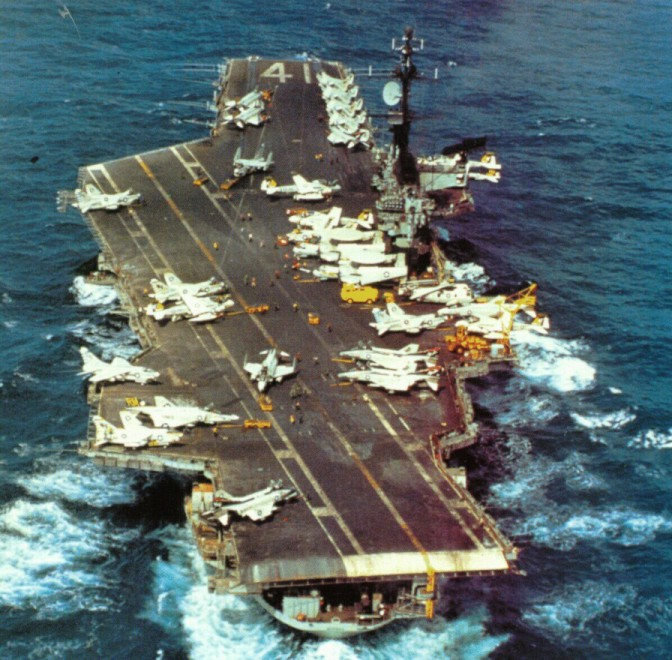
سفينة يو إس إس ميدواي (سي في-41)

يو إس إس ميدواي سي في-41 (بالإنجليزية: USS Midway)‏ ، هي حاملة طائرات عسكرية أمريكية، بدأت الخدمة عام 1942م وأنتهت عام 1992م، وكانت من أبرز مشاركاتها، حرب فيتنام وحرب الخليج الثانية.